# تشرباس (بربرود الغربي)
تشرباس (بالفارسية: چرباس) هي قرية تقع في إيران في قسم بربرود الغربي الریفي. يقدر عدد سكانها بـ 163 نسمة بحسب إحصاء 2016.